# ایستگاه اصلی زاگرب
ایستگاه اصلی زاگرب (انگلیسی: Zagreb Glavni kolodvor) ایستگاه اصلی راه‌آهن شهر زاگرب، کرواسی است.
این ایستگاه که در سال ۱۸۹۲ تأسیس شده به راه‌آهن سراسری کشور کرواسی متصل است.

## نگارخانه

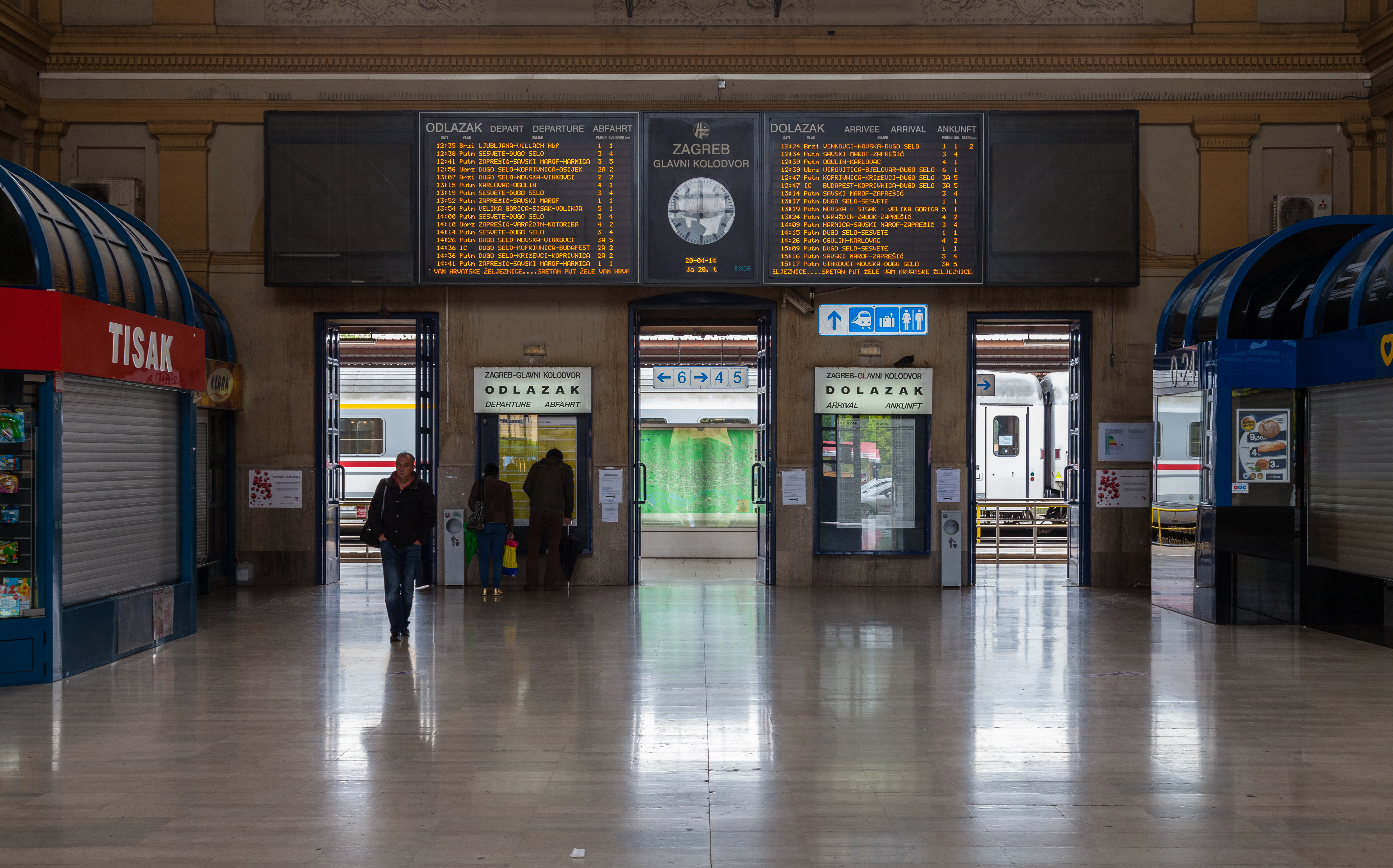
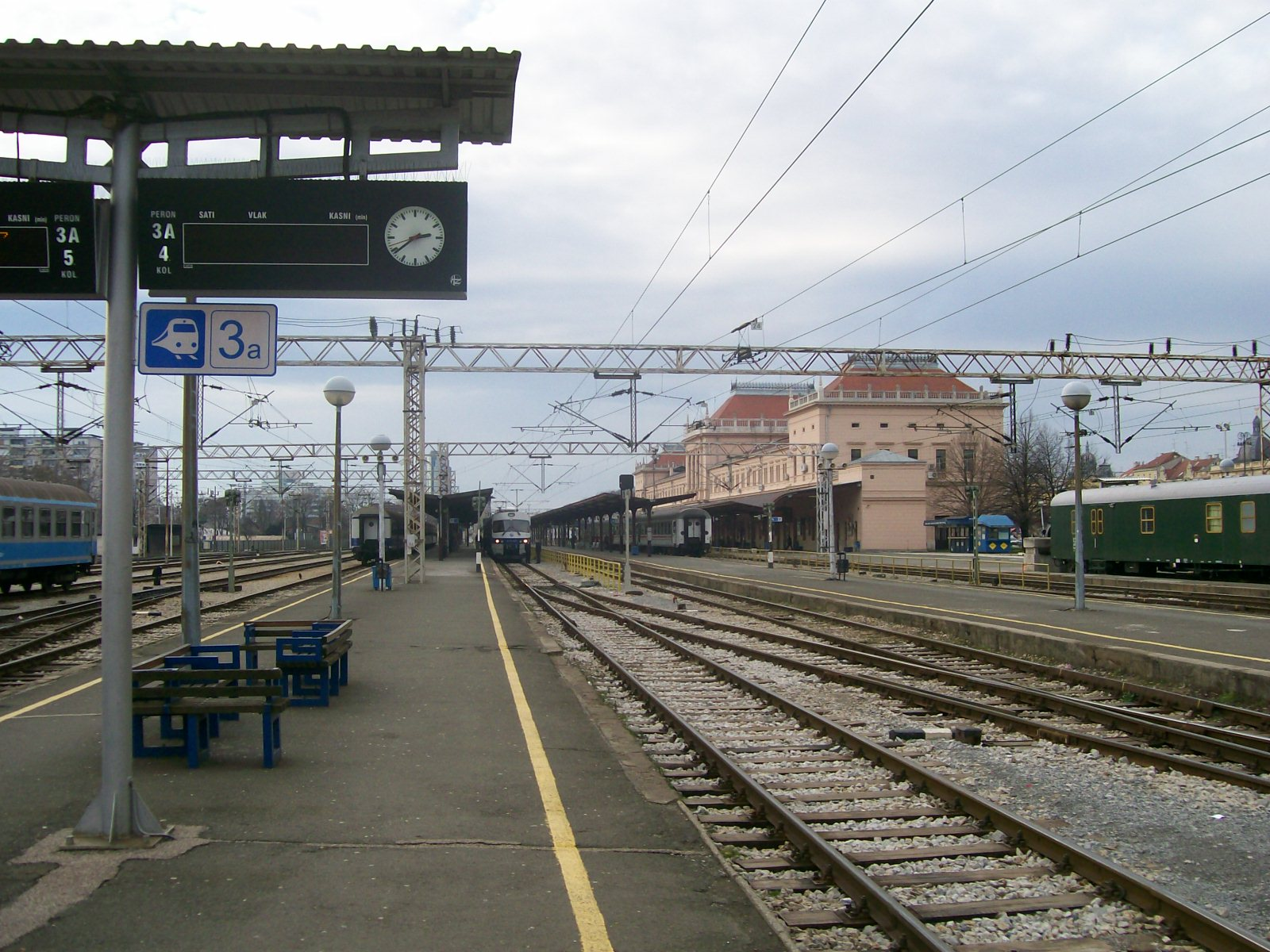
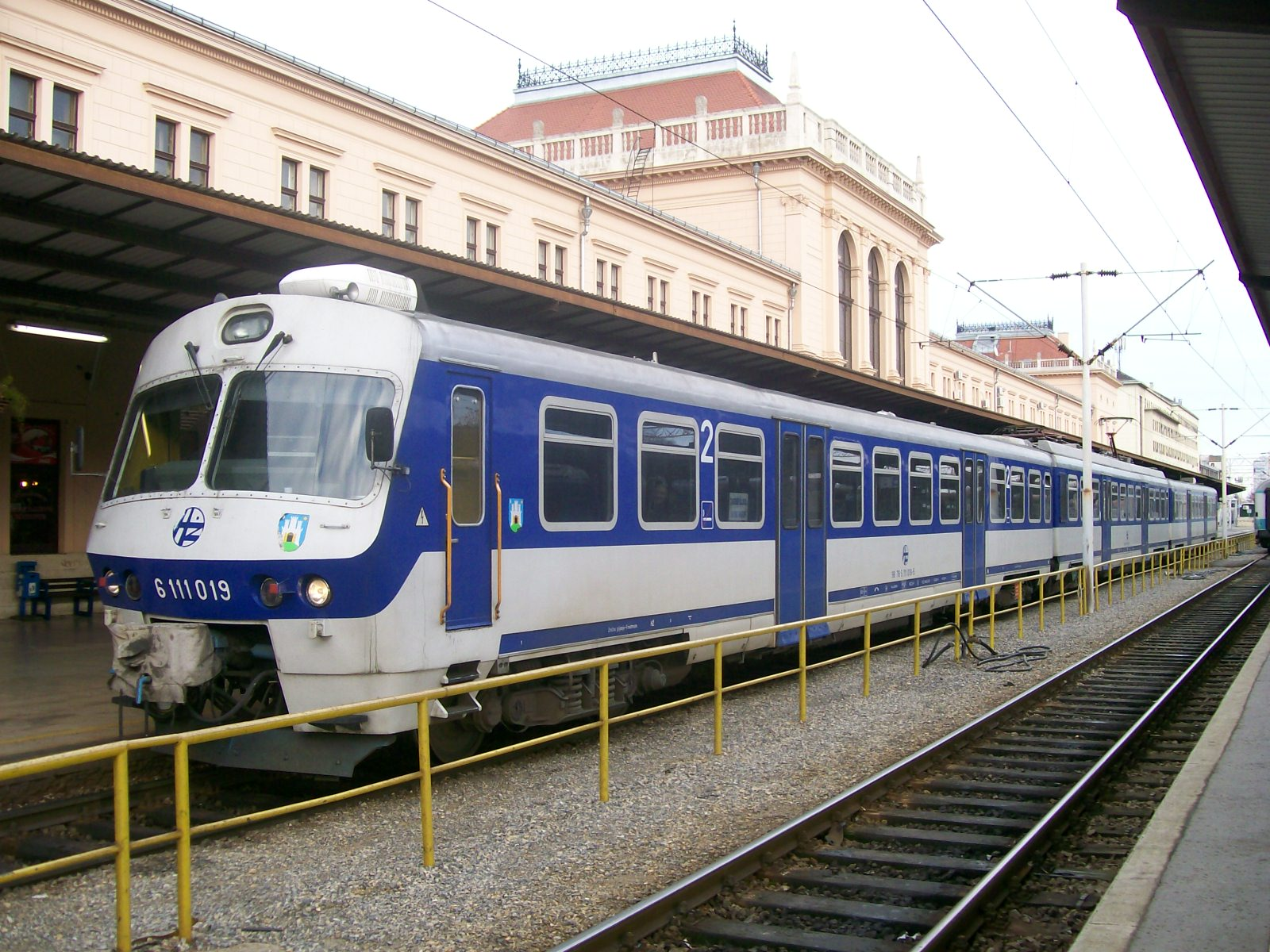
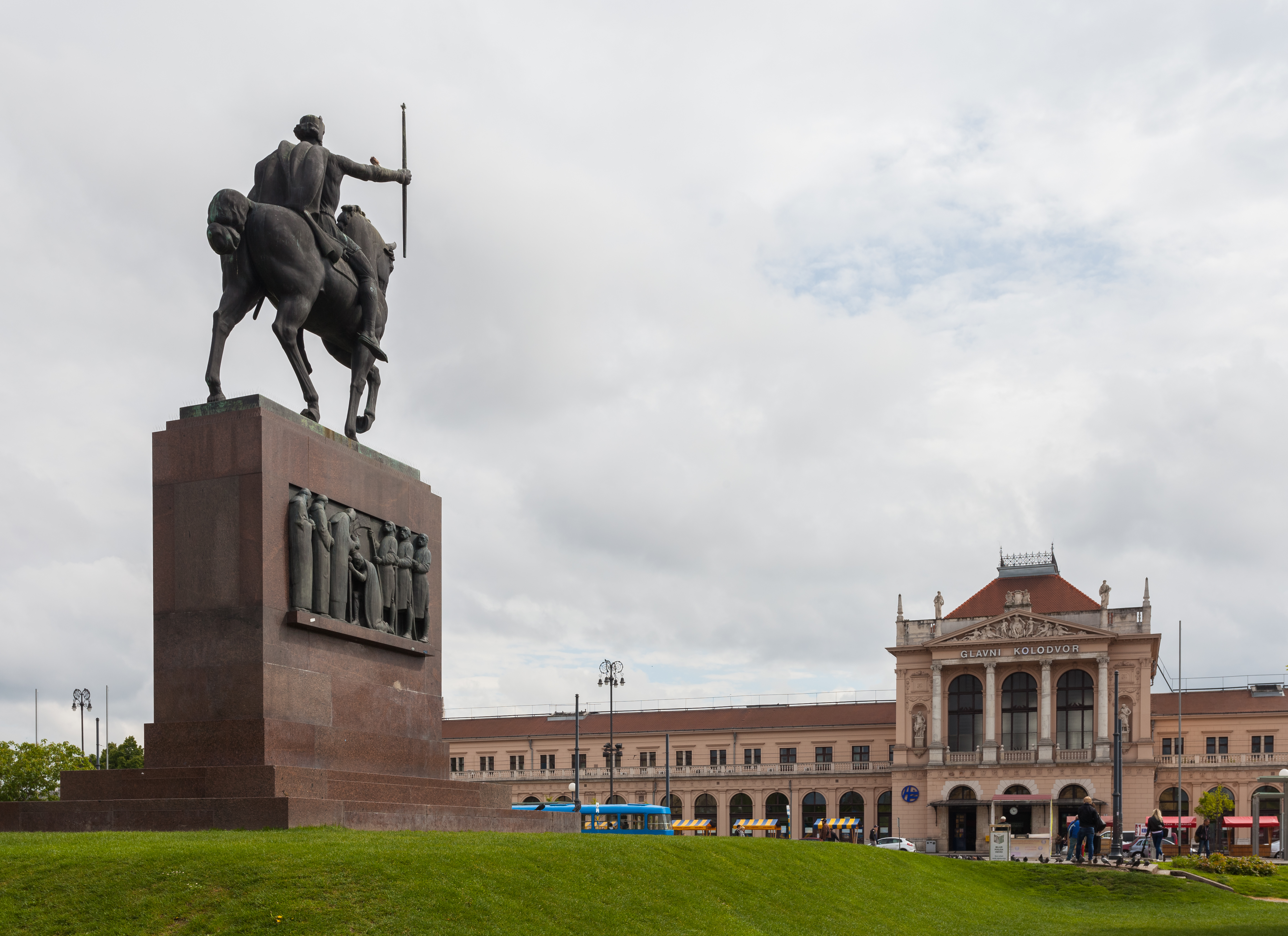